# 扎普 (北达科他州)
扎普（英語：Zap），是美国北达科他州下属的一座城市。根据2010年美国人口普查，该市有人口237人。2011年估计该市有人口239人，相对于2010年，增长率为0.84%。